# Gunhild Haugen
Gunhild Haugen (* 1. Juni 1972 in Sandefjord als Gunhild Halle) ist eine ehemalige norwegische Mittel- und Langstreckenläuferin.
Zweimal wurde sie nationale Meisterin über 1500 Meter (1996, 2000), sechsmal über 5000 Meter (1996, 1997, 1999–2002), zweimal über 10.000 Meter (1999, 2000) und zweimal im Crosslauf (1994, 1996).
Bei den Weltmeisterschaften 1997 in Athen kam sie über 5000 Meter auf den 14. Platz. 1999 gewann sie den Grand Prix von Prag über 5 km.
2000 kam sie bei den Crosslauf-Weltmeisterschaften auf Rang 40. Beim 10.000-Meter-Lauf der Olympischen Spiele in Sydney erreichte sie nicht das Ziel.
Im Jahr darauf schied sie bei den Weltmeisterschaften in Edmonton über 5000 Meter im Vorlauf aus und lief über 10.000 Meter auf dem 18. Platz ein.
Im letzten Jahr ihrer leistungssportlichen Karriere belegte sie den 26. Platz bei den Halbmarathon-Weltmeisterschaften in Brüssel und wurde bei den Europameisterschaften in München jeweils Achte über 5000 und 10.000 Meter.
Gunhild Haugen 1,66 Meter groß und wog zu Wettkampfzeiten 48 kg. Sie wurde von ihrem Vater Per Halle, einem Teilnehmer der Olympischen Spiele von 1972, trainiert und startete für den IL Runar.

## Persönliche Bestzeiten
- 1500 m: 4:16,76 min, 27. Mai 1997, Oslo
- 2000 m: 5:58,87 min, 24. Juli 1993, Stjørdal
- 3000 m: 8:56,71 min, 29. Juni 1994, Helsinki
  - Halle: 9:09,64 min, 11. Februar 1997, Genua
- 5000 m: 15:09,00 min, 30. August 1996, Berlin
- 10.000 m: 31:47,89 min, 1. April 2000, Lissabon
- Halbmarathon: 1:11:56 h, 5. Mai 2002, Brüssel